# Aure, Norveška
lon_deglat_seclon_seclon_minlat_deglat_min
Aure je vas in istoimenska občina v administrativni regiji Møre og Romsdal na Norveškem.
1. ↑  »Navn på steder og personer: Innbyggjarnamn«. Språkrådet.
2. ↑  »Forskrift om målvedtak i kommunar og fylkeskommunar« (v norveščini). Lovdata.no.